# Прижан, Денез
Дене́з Прижа́н (брет.  Denez Prigent; род. 17 февраля 1966 года) — бретонский музыкант, исполняющий традиционную музыку в жанрах гверц (причитания) и «kan ha diskan» (танцевальная песня), которые рассказывают историю или легенду.
С момента первого выхода на сцену в 16-летнем возрасте с сольным пением традиционных песен, Денез Прижан пришёл к собственным сочинениям, совершенствуя бретонскую музыку.
Прижан записал пять студийных альбомов. Международную известность получил благодаря дуэту с австралийской певицей Лизой Джеррард — песне «Gortoz a ran» (брет.  «я жду») с альбома «Irvi», которая была использована кинорежиссёром Ридли Скоттом в фильме «Чёрный ястреб».

## Биография
В детстве проводил каникулы у бабушки, от которой научился гармонии между бретонским языком, природой и песнями. Обучаясь в интернате в Бресте, он предпочитал слушать бретонские песни. В 14 лет он познакомился с жанром «kan ha diskan» В 1982 году выступил с Аленом Леклером на традиционном бретонском танцевальном фестивале фест-ноз. В 1987 году получил свой первый приз за песни в жанре «kan ha diskan», в 1988 году — за новую бретонскую песню, в 1998 году — за традиционную песню. В 1988 году Денез Прижан зарекомендовал свою любовь к бретонскому языку, получив степень доцента бретонского языка в Карэ.
Мэр Ренна, города-побратима Алма-Ата, пригласила певца на Festival Voice of Asia. Удивлённый таким приглашением Прижан сочинил юмористическую песню «Son Alma Ata» о том, как бретонцев пригласили в Казахстан. После певец неоднократно выступал на европейских концертах и фестивалях.
В 1993 году вышел его первый альбом «Ar gouriz koar» («Восковой пояс»), после чего определил три основных направления бретонской песни: kan ha diskan и аритмичный, печальный gwerz. Silex Records не заплатил Прижану, отчего тот начал судебные разбирательства с компанией, выиграл суд и выпустил благодаря Barclay Records свои песни в новых альбомах.
Под влиянием своей жены в 1993 году Денез Прижан записал бретонские композиции в электронной обработке для дискотек. Публике пришлось по душе наложение народных мотивов на ритм.
В 1997 году он представил свой второй альбом «Me 'zalc’h ennon ur fulenn aour» («Во мне золотая искра»), для которого сочинил все тексты, основанные на бретонских легендах «Barzaz Breiz». Песни рассказывают типичные для gwerz темы: несправедливость, болезни и смерть.
В 1998 году Денез Прижан участвовал в рок-опере «Эскалибур — кельтская легенда» (фр. Excalibur, la légende des Celtes) с Роджером Ходжсоном, Анджело Брандуарди.
В 2000 году вышел новый альбом «Irvi», что означает путь, который появляется при отливе и соединяет большую землю с островом. В одной из песен из этого сборника «Daouzek huñvre» (12 мечт) символически этот путь означает связь между миром живых и мёртвых. Впервые были включены песни на французском языке. Сюда же вошёл дуэт с австралийской певицей Лизой Джеррард в песне «Gortoz a ran» (Я жду), которую использовал кинорежиссёр Ридли Скотт в фильме «Чёрный ястреб». В 2001 году альбом был номинирован на Victoires de la Musique. После ряда концертов Прижан выпустил альбом живой музыки «Live Holl a-gevret !».

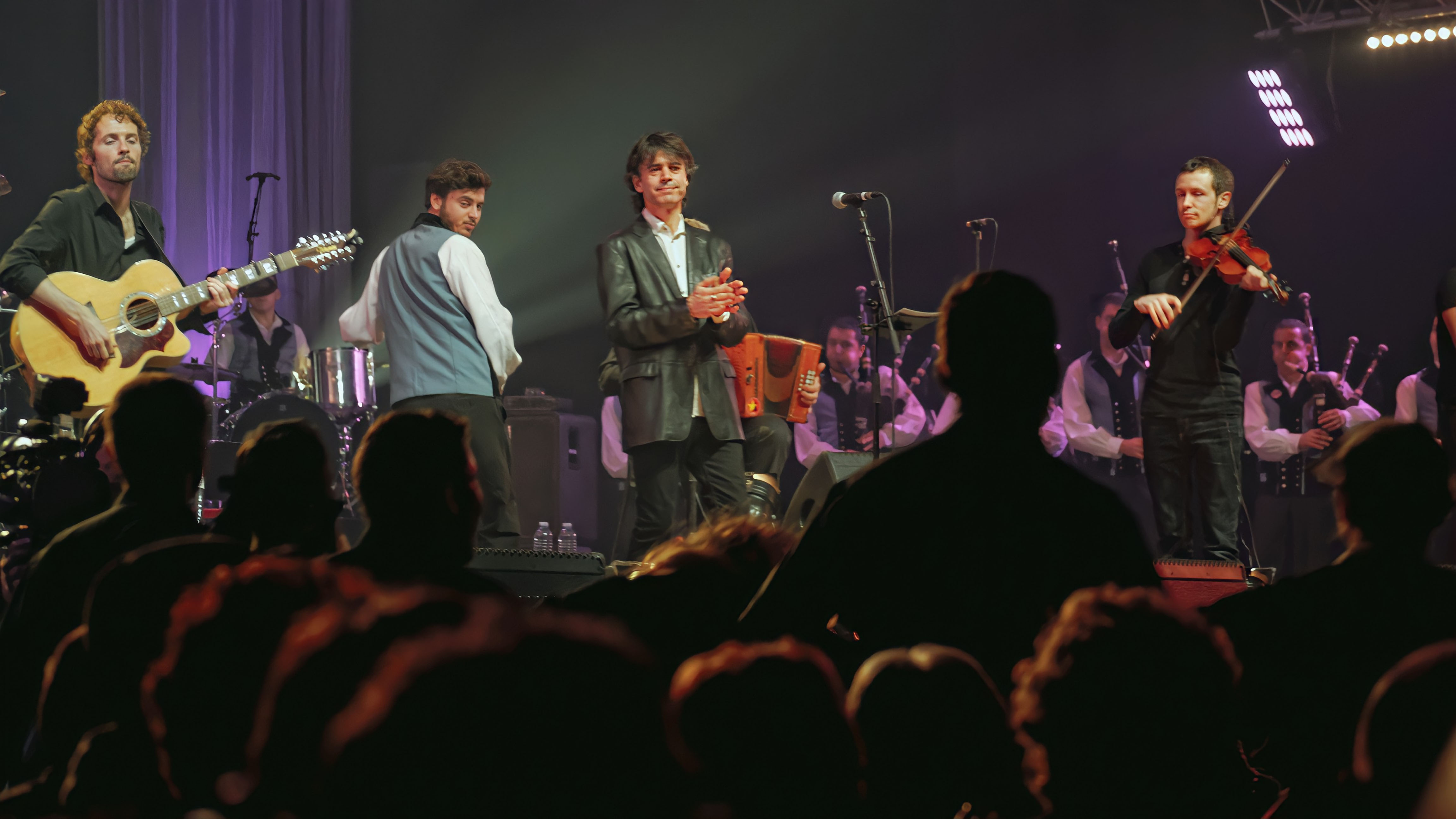
На концерте в Бретани в 2016 году

Следующий альбом «Sarac’h» (Шум ветра в листве) появился в 2003 году. В 2004 году он получил главный приз Grand Prix du disque du Télégramme. Песни содержат личные тексты, выражающие мысли и чувства автора. Он критикует плохое отношение к природе, что скоро останутся одни автотрассы, печалится о судьбах бретонского языка и культуры. Денез Прижан затрагивает популярные в обществе и СМИ вопросы: об эпидемии эболы (песня «An droug-red»), о градообразующей, неэкологичной фабрике Sometra в Румынии (Copsa Mica); Gwerz Kiev вспоминает о голодоморе 1930-х годов; в песне Ur fulenn aour передаётся плач юных филиппинок, проданных родителями для занятий проституцией, An iliz ruz описывает резню в Найроби в церкви; Ar chas ruz осуждает ввод Китаем войск в Тибет.

## Дискография

### Альбомы
- (1992) Ha Daouarn
- (1993) Ar Gouriz Koar (Восковой пояс) (переиздание — 1996)
- (1997) Me' Zalc’h Ennon Ur Fulenn Aour (Во мне золотая искра)
- (2000) Irvi (Путь, который появляется при отливе и соединяет большую землю с островом)
- (2002) Live Holl a-gevret!
- (2003) Sarac’h (Шум ветра в листве)
- (2011) Denez Best Of (Сборник лучших произведений)
- (2015) Ul liorzh vurzudhus (Очаровательный сад)
- (2018) Mil Hent (Тысячи путей)

### Участие
- 1995 : Dao Dezi — (треки Hébrides, Ti Eliz Iza и An tri breur)
- 1998 : Excalibur, la légende des Celtes (Эскалибур — кельтская легенда) Алана Симона.
- 1998 : 2003 и 2005 : Festival interceltique de Lorient.
- 2001 : Festival des Vieilles Charrues
- 2001, 2002 : Festival de Cornouaille
- 2002 : Gortoz a ran выбрана Ридли Скоттом для фильма «Чёрный ястреб».
- 2002 : Музыка к документальному фильму «L’Odyssée de l’espèce — Universal».
- 2003 : Nuit Celtique (Кельтская ночь) в городах Франции.
- 2004, 2005 : Celtica in Nantes.
- 2005 : Saint-Patrick in Bercy.
- 2008 : Nuit Interceltique im Stade de la Route de Lorient in Rennes.